# Pimnitchakun Bumrungkit
Pimnitchakun Bumrungkit (em tailandês:  พิมพ์นิชกุล บำรุงกิจ; nascida em 5 de novembro de 1995), é uma atriz thailandesa-chinesa.

## Biografia
Maengmum nasceu em Samut Prakan, Tailândia. Ela é a segunda filha da família e tem uma irmã mais velha chamada Maengpor e um irmão mais novo chamado Ice. Sua irmã deu à luz um filho em 22 de fevereiro de 2018, fazendo de Maengmum uma tia de Little Vampire. Maengmum tem 163 cm de altura, pesa 45 kg e seu signo é Escorpião.
Ela estudou no Jardim de Infância Poonpokphol em Samut Prakan, graduou-se na escola primária de Praditsueksa em Chantaburi, cursou a Escola Secundária Kasem Phithaya em Bangkok, estudou na Escola Adventista Ekamai em Bangkok e atualmente estuda na Universidade de Bangkok, onde se matriculou em 2014. Airline Business Management como seu major. No começo, ela planejava estudar cinema na universidade de Silpakorn, porque combinava com seu trabalho. Mas então ela decidiu estudar administração de empresas aéreas no departamento de turismo da universidade de Bangkok porque é muito interessante e ela pode aprender inglês lá.

## Filmografia

### Dramas
| Ano       | Título                             | Personagem     |
| 2010      | Seub Suan Puan Ruk                 | Tit            |
| 2011      | Suepsuan Puan Kamlang 3            | Tit            |
| 2012      | Khwam Hwang Sudthai (ความหวังสุดท้าย) | Smorn          |
| 2012–2013 | Luk Mai Lai Lai Khon (ลูกไม้หลายๆต้น) | Thiporn (Nuwi) |
| 2013–2014 | Luang Ta Mahachon (หลวงตามหาชน)    | Po             |
| 2016      | Sao Noi Roy Larn (สาวน้อยร้อยล้าน)    | Mali           |
| 2016      | Bad Romance                        | Yihwa          |
| 2017      | Sathorn Don Chedi (สาทร ดอนเจดีย์)   | Baw            |
| 2017      | Singha Na Ka (สิงหะนาคะ)            | -              |
| 2017      | Together With Me                   | Yihwa          |
| 2018      | Together With Me The Next Chapter  | Yihwa          |

### Filmes
| Ano  | Título                | Personagem |
| 2012 | First Kiss            | Sa (Young) |
| 2014 | Hmuy Cin Din Kong Lok | Hmuy       |

### Programas de televisão
| Ano       | Título                    | Notas                                                                                                 |
| 2008-2010 | Strawberry Cheesecake     | Apresentador                                                                                          |
| 2012      | Mango TV                  | Convidado                                                                                             |
| 2012      | Beauty Cafe               | Convidado                                                                                             |
| 2013      | Roommate                  | Convidado (episódio 22)                                                                               |
| 2013      | Beauty Update             | Apresentador                                                                                          |
| 2015      | Masterkey                 | Apresentador                                                                                          |
| 2016      | Green Touch               | Convidado                                                                                             |
| 2016      | Morning News (ยกทัพข่าวเช้า) | Convidado junto com Tomo Visava onde eles mostraram Bad Romance nos bastidores                        |
| 2016      | Morning News (ยกทัพข่าวเช้า) | Convidado junto com os atores de Bad Romance, Max Nattapol, Tul Pakorn e Tomo Visava                  |
| 2016      | Celebrities (สำรับคนดัง)    | Convidado com Tomo (episódio 118)                                                                     |
| 2017      | Boom Thailand             | Convidado junto com um ator de Bad Romance Simon Kessler (episódios 13-15)                            |
| 2018      | Ghost Town                | Programa assustador onde Maengmum e outros atores "Together With Me" estiveram presentes (episódio 9) |